# StG45突擊步槍
Sturmgewehr 45（簡稱StG 45）是納粹德國在二戰末期的試驗型突击步枪，由毛瑟公司在1945年設計及生產。字面解作「45式突擊步槍」。該槍採用了創新的滾輪延遲反沖式原理，也是第一款使用該原理的槍械。

## 設計及歷史

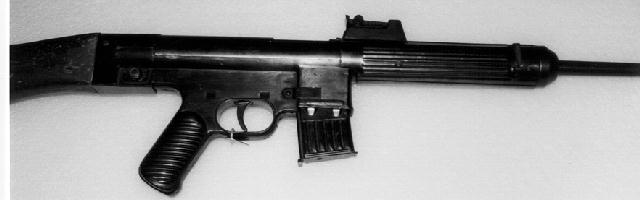
早期的毛瑟Gerät 06H原型槍

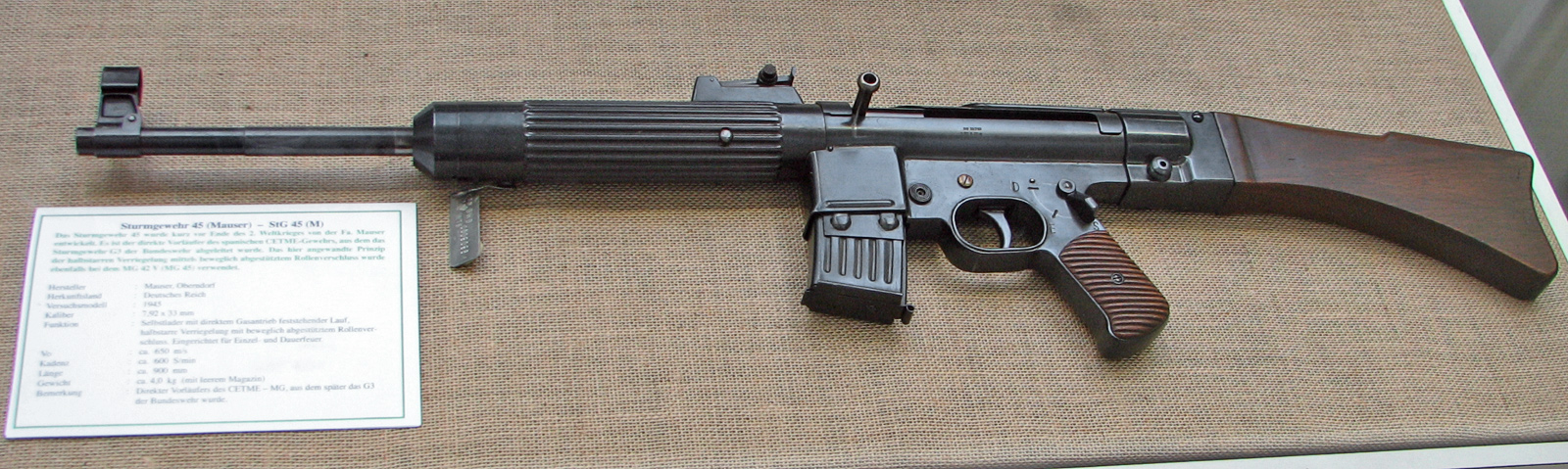
裝有10發彈夾的 StG 45(M)

StG 44突击步枪虽然是一种革命性的单兵武器，但其结构复杂，生产费时。为了在日益恶化的战局中提高武器产量，毛瑟公司第37科的工程师开始研究StG 44更为廉价的替代品。他们第一次试验的产物为MKb Gerät 06（6号自动卡宾枪），在StG 44突击步枪的基础上简化了工艺，同样发射7.92×33mm中间威力型子弹，但改用MG42通用机枪的滚轮闭锁机构。相比StG 44，Gerät 06的成本仅降低10%，对于转换生产线而言仍显过于高昂，因此德国陆军没有采用。
在进行Gew 43步枪的改进型Gerät 03的射击实验中，毛瑟的工程师卡尔·迈耶发现，当枪栓在闭锁过程中向前复进时，并不是一步到位，而是在撞击机槽后向后反弹一定距离再向前闭锁。这使他突发奇想：能否利用枪栓反弹这短暂的开放时间完成退壳和上膛。经过精密计算，他重新设计了Gerät 06滚轮的位置和闭锁榫的角度，延迟了枪栓再次闭锁的时间，只利用反冲便完成了射击循环。由于枪栓开放时子弹仍在枪管内，因此枪膛刻有平行枪管的沟槽，使部分火药气体向后帮助退壳，防止弹头分离。这款改进型被称为Gerät 06(H)，H指Halbverriegelt（半闭锁）。
由于Gerät 06(H)完全舍弃了复杂昂贵的导气管结构，大大减少了生产工序和时间成本，从StG 44的70帝国马克降至45帝国马克，甚至低于毛瑟Kar98k步枪的成本。它計畫配用StG44的30发弹匣，由於戰後被擄獲的StG45零件皆尚未完成出廠許多的資料照片以及博物館展示的StG45裝備VG1-5半自动步枪的10发弹匣以方便毛瑟工程師將其固定在工廠內的機台上測試。1945年3月，Gerät 06(H)获准投产，命名为StG 45(M)，M指Mauser（毛瑟）。毛瑟公司生产了30把StG 45(M)突击步枪的零部件，随着盟军的逼近，它们随着工厂机械撤退至奥地利境内。此时德国宣布无条件投降，這批零件隨後被同盟國繳獲，最终没有1把StG 45(M)投入实战。雖然沒有正式服役，但由毛瑟設計的滾輪延遲反沖式技術，隨其技術人員流傳到西班牙，並發展出賽特邁自動步槍，瑞士的SIG SG 510自動步槍亦採用這種槍機設計。參與開發賽特邁自動步槍的德國員工後來回到西德，並設計出HK G3自動步槍及HK MP5冲锋枪。

## 資料來源
1. ↑  The EM-2 (Rifle No. 9, Mk 1): Britain's Original Bullpup Rifle. (n.d.). Retrieved February 12, 2017, from http://www.historyofwar.org/articles/weapons_EM-2_rifle.html （页面存档备份，存于）
2. ↑  Gerat 06H. (2014, April 14). Retrieved February 12, 2017, from https://www.forgottenweapons.com/german-ww2-rifles/gerat-06h/ （页面存档备份，存于）
3. ↑  . Forgotten Weapons. 2018-07-20  [2019-01-02]. （原始内容存档于2018-07-28）.

- German Weapons during WWII（页面存档备份，存于）
- gotavapen.se（页面存档备份，存于）
- mil.news.sina.com.cn StG45、CETME、G3（页面存档备份，存于）